# 1969 في فيتنام
فيما يلي قوائم الأحداث التي وقعت خلال عام 1969 في فيتنام.

## سياسة

### تعيين في المنصب
- 6 يونيو – نغوين هوو ثو رئيس فيتنام.

### انتهاء فترة المنصب
- 2 سبتمبر – هو تشي منه رئيس فيتنام.

## مواليد

### يناير
- 1 يناير – أندريا نجوين

### ديسمبر
- 11 ديسمبر – ميراندا دو

## وفيات

### سبتمبر
- 2 سبتمبر – هو تشي منه (مواليد 1890) زعيم فيتنامي بارز.